# Вальнегра
Вальнегра (итал. Valnegra) — коммуна в Италии, находится в регионе Ломбардия, в провинции Бергамо.
Население составляет 214 человек (2008), плотность населения составляет 102 чел./км². Занимает площадь 2 км². Почтовый индекс — 24010. Телефонный код — 0345.
Покровителем коммуны почитается святой архангел Михаил, празднование 29 сентября.

## Демография
Динамика населения:

## Администрация коммуны
- Официальный сайт: